# Dynatrace

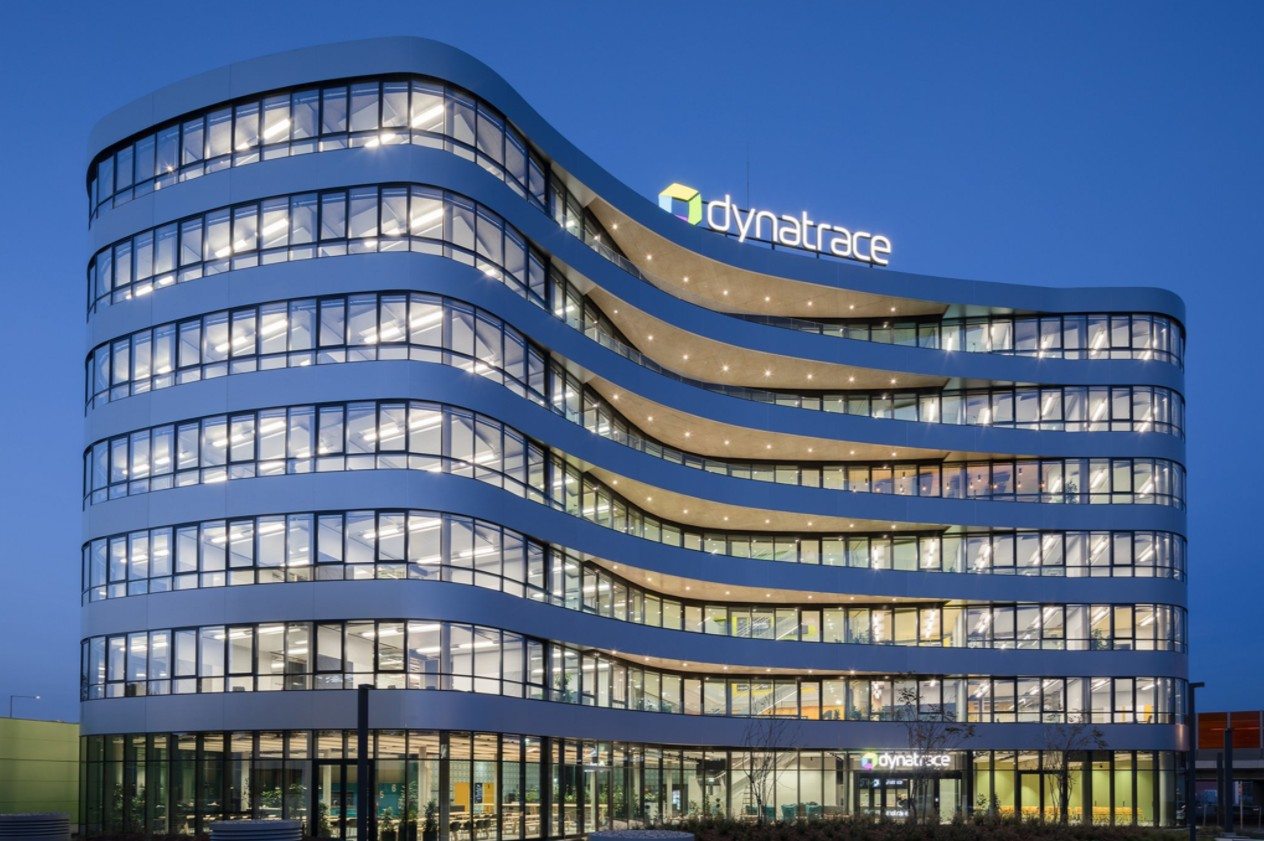
Büro von Dynatrace in Linz

Dynatrace, Inc. ist ein US-amerikanisches global agierendes, an der NYSE notiertes Technologieunternehmen. Es wurde in Österreich gegründet und hat heute seinen Hauptsitz in Boston in Massachusetts.
Die Observability-Plattform des Unternehmens basiert auf künstlicher Intelligenz (KI) und Automatisierung und wird von Unternehmen und Behörden auf der ganzen Welt zur Überwachung und Optimierung von Anwendungsleistung, Entwicklung und Sicherheit, IT-Infrastruktur und Benutzererfahrung verwendet.

## Geschichte
Dynatrace begann am 2. Februar 2005 mit der Gründung der dynaTrace Software GmbH durch Bernd Greifeneder, Sok-Kheng Taing und Hubert Gerstmayr in Linz. Dynatrace wurde 2011 von Compuware gekauft. 2014 übernahm die Private-Equity-Firma Thoma Bravo das Unternehmen, und die Compuware APM Group wurde in Dynatrace umbenannt.
Im August 2019 erfolgte der Börsengang an der New York Stock Exchange. Dabei wurden 544 Millionen US-Dollar eingenommen.

## Produkte
Die Dynatrace-Plattform nutzt eine proprietäre Form der künstlichen Intelligenz namens Davis, um Anwendungen, Microservices, Container-Orchestrierungsplattformen wie Kubernetes und IT-Infrastrukturen, die in Multi-Cloud- und Hybrid-Cloud-Umgebungen laufen, zu finden, abzubilden und zu überwachen und bietet eine automatisierte Problembehebung. Die Dynatrace-Plattform ermöglicht die Beobachtung des gesamten Lösungsstacks, was die Cloud-Komplexität vereinfacht und die digitale Transformation und Cloud-Integration von Unternehmen beschleunigt.